# Syncrasis talitzkii
Syncrasis talitzkii är en stekelart som beskrevs av Vladimir Ivanovich Tobias 1986. Syncrasis talitzkii ingår i släktet Syncrasis och familjen bracksteklar. Inga underarter finns listade i Catalogue of Life.